# النصف المظلم (فلم)
النصف المظلم (بالإنجليزية: The Dark Half) هو فيلم رعب تم إنتاجه في الولايات المتحدة وصدر سنة 1993 بطولة تيموثي هوتون وإيمي ماديجان، وهو مقتبس من روية تحمل نفس الإسم للكاتب الأمريكي ستيفين كينج

## القصة
تدور أحداث القصة حول فتى صغير يُدعى (ثاد)، يعاني من ألمًا في الرأس ويتم إجراء عملية جراحية له اعتقادًا أنه ورم في رأسه، ولكن تكمن مشكلته في وجود توأم داخل ثاد لم يكتمل نموه بعد، يهتم ثاد بالكتابة خاصة في الموضوعات الخطيرة والمهمة، يتعرض لإبتزاز من قبل أحد الأشخاص بعد اكتشافه لحقيقة كتابات ثاد والوهم الداخلي لديه، ويصبح ثاد من أبرز المتهمين في سلسلة من جرائم القتل.

## الميزانية والإيرادات
حقق الفيلم أرباح تقدر بـ 10.6 مليون دولار.

## وصلات خارجية
مقالات تستعمل روابط فنية بلا صلة مع ويكي بيانات